# マチュー・アマルリック
マチュー・アマルリック（Mathieu Amalric、1965年10月25日 - ）は、フランスの俳優、映画監督。二枚目俳優として知られる。

## 来歴
オー＝ド＝セーヌ県ヌイイ＝シュル＝セーヌ出身。父親はフランス人の「ル・モンド」紙の記者、母親はユダヤ系ポーランド人の文芸批評家。
1984年に『Les Favoris de la lune』映画デビュー。1996年公開の『そして僕は恋をする』や『犯罪の系譜』で人気を博し、前者の作品でセザール賞有望若手男優賞を受賞。1997年には『Mange ta soupe』で映画監督デビューをしている。2004年公開の『キングス&クイーン』と2007年公開の『潜水服は蝶の夢を見る』でセザール賞主演男優賞を受賞。『潜水服は蝶の夢を見る』はアカデミー賞に4部門でノミネートされアメリカでも彼の名が知られるようになった。
近年はアメリカ映画にも出演しており、2005年公開の『ミュンヘン』の情報屋のルイや、2008年公開の007シリーズ第22作目『007 慰めの報酬』の悪役ドミニク・グリーンを演じた。
2010年公開の監督作品『さすらいの女神たち』が第63回カンヌ国際映画祭コンペティション部門に出品され、監督賞を受賞するとともに、国際映画批評家連盟賞を受賞。

### プライベート
私生活では元妻の女優兼歌手ジャンヌ・バリバールとの間に男児が2人、同棲していたガールフレンドの作家との間にも2007年生まれの息子が1人いる。
2015年以降、カナダ人ソプラノ歌手バーバラ・ハンニガン（fr）と交際している。

## 主な作品

### 出演
| 公開年 | 邦題 原題                                                                                     | 役名                               | 備考                         |
| ------ | --------------------------------------------------------------------------------------------- | ---------------------------------- | ---------------------------- |
| 1992   | 蝶採り La Chasse aux papillons                                                                |                                    | 2004年に劇場公開             |
| 1996   | 犯罪の系譜 Généalogies d'un crime                                                             | イヴ                               |                              |
| 1996   | そして僕は恋をする Comment je me suis disputé...(ma vie sexuelle)                             | ポール                             |                              |
| 1998   | 溺れゆく女 Alice et Martin                                                                    | バンジャマン                       |                              |
| 2001   | マルコレルの事件簿 L'Affaire Marcorelle                                                       | フルカード                         | TV5MONDEで放映               |
| 2003   | 運命のつくり方 Un homme, un vrai                                                              | ボリス                             | 映画祭にて上映               |
| 2004   | キングス&クイーン Rois et reine                                                               | イスマエル・ヴィヤール             |                              |
| 2005   | 髭を剃る男 La Moustache                                                                       | セルジュ                           | 映画祭にて上映               |
| 2005   | ミュンヘン Munich                                                                             | ルイ                               |                              |
| 2006   | マリー・アントワネット Marie Antoinette                                                       | 仮面舞踏会の男                     |                              |
| 2007   | 潜水服は蝶の夢を見る La Scaphandre et le papillon                                             | ジャン＝ドミニック・ボービー       |                              |
| 2007   | 女優 Actrices                                                                                 | ドニ                               | シネフィル・イマジカでTV放映 |
| 2007   | ある秘密 Un secret                                                                            | フランソワ・グランベール（37歳時） |                              |
| 2008   | 戦争について De la guerre                                                                     | ベルトラン                         |                              |
| 2008   | クリスマス・ストーリー Un conte de Noël                                                       | アンリ                             |                              |
| 2008   | ジャック・メスリーヌ フランスで社会の敵No.1と呼ばれた男 Part2 ルージュ編 L'Ennemi public n° 1 | フランソワ・ベス                   |                              |
| 2008   | 007 慰めの報酬 Quantum of Solace                                                              | ドミニク・グリーン                 |                              |
| 2009   | 風にそよぐ草 Les herbes folles                                                                | ベルナール                         |                              |
| 2010   | アデル/ファラオと復活の秘薬 Les aventures extraordinaires d'Adèle Blanc-Sec                   | デュールヴー                       |                              |
| 2010   | さすらいの女神たち Tournée                                                                    | ジョアキム・ザンド                 | 兼監督・脚本                 |
| 2011   | チキンとプラム 〜あるバイオリン弾き、最後の夢〜 Poulet aux prunes                             | ナセル・アリ・カーン               |                              |
| 2012   | コズモポリス Cosmopolis                                                                       | アンドレ                           |                              |
| 2012   | カミーユ、恋はふたたび Camille Redouble                                                       | フランス文学教師                   |                              |
| 2012   | 皇帝と公爵 Lines de Wellington                                                                | マルボ男爵                         |                              |
| 2013   | ジミーとジョルジュ 心の欠片を探して JIMMY P                                                   | ジョルジュ・ドゥヴルー             |                              |
| 2013   | 毛皮のヴィーナス La Venus a la fourrure                                                       | トマ・ノヴァチェク                 |                              |
| 2013   | 愛の犯罪者 L'amour est un crime parfait                                                       | マルク                             |                              |
| 2014   | グランド・ブダペスト・ホテル The Grand Budapest Hote                                          | セルジュ・X                        |                              |
| 2014   | 青の寝室 La Chambre bleue                                                                     | ジュリアン・ガヒデ                 | 兼監督・脚本                 |
| 2015   | ウルフ・ホール Wolf Hall                                                                      | ユスターシュ・シャピュイ           | テレビミニシリーズ           |
| 2015   | ヒッチコック/トリュフォー Hitchcock/Truffaut                                                  | ナレーション（フランス語版）       | ドキュメンタリー             |
| 2015   | あの頃エッフェル塔の下で Trois souvenirs de ma jeunesse                                       | ポール・デダリュス（大人）         |                              |
| 2015   | 皆さま、ごきげんよう Chant D'hiver                                                            | バティスール                       |                              |
| 2016   | Le Fils de Joseph                                                                             | ジョセフの兄オスカル               | ウジェーヌ・グリーン監督     |
| 2016   | 劣等生 Le Cancre                                                                              | ボリス                             | ポール・ヴェキアリ監督       |
| 2016   | ネヴァー・エヴァー À jamais                                                                   | レイ                               | ブノワ・ジャコ監督           |
| 2016   | ダゲレオタイプの女 La Femme de la plaque argentique                                           | ヴァンサン                         |                              |
| 2017   | Les Fantômes d'Ismaël                                                                         | イスマエル                         |                              |
| 2017   | バルバラ 〜セーヌの黒いバラ〜 Barbara                                                         | イヴ                               | 兼監督・脚本                 |
| 2017   | マチルド、翼を広げ Demain et tous les autres jours                                            | マチルドの父                       |                              |
| 2018   | シンク・オア・スイム イチかバチか俺たちの夢 Le Grand Bain                                     | ベルトラン                         |                              |
| 2018   | 永遠の門 ゴッホの見た未来 At Eternity's Gate                                                  | ポール・ガシェ医師                 |                              |
| 2019   | オフィサー・アンド・スパイ J'accuse                                                           | アルフォンス・ベルティヨン         |                              |
| 2019   | サウンド・オブ・メタル 〜聞こえるということ〜 Sound of Metal                                  | リチャード・バーガー               |                              |
| 2021   | フレンチ・ディスパッチ ザ・リバティ、カンザス・イヴニング・サン別冊 The French Dispatch       | アンニュイ警察署長                 |                              |
| 2021   | オキシジェン Oxygen                                                                           | M.I.L.O.                           |                              |

### 監督
- Mange ta soupe （1997年）
- Le Stade de Wimbledon （2001年）
- La Chose publique （2003年）
- さすらいの女神たち Tournée （2010年）
- 青の寝室 La Chambre bleue （2014年）

## 参照
1. ↑  フランス男とフランス女　01 マチュー・アマルリック　インタビュー - Peachy - ライブドアニュース
2. ↑  “Hollywood Reporter: Cannes Lineup”. hollywoodreporter. 2010年4月22日時点のオリジナルよりアーカイブ。2010年4月15日閲覧。